# Бульвар Монмартр
48°52′18″ пн. ш. 2°20′29″ сх. д. / 48.871667° пн. ш. 2.341389° сх. д.
Бульвар Монмартр (фр. Boulevard Montmartre) — бульвар завдовжки 215 метрів, розташований у 2-му та 9-му округах Парижа. Він є одним з чотирьох Великих бульварів Правого берега Сени.

## Розташування
Бульвар Монмартр розташований між бульварами Пуассьйоньєр та Осман. Він починається на вулиці Монмартр / вулиці Фобур Монмартр та закінчується на вулиці Рішельє / вулиці Дру. Її обслуговує Паризький метрополітен на лініях метро 8 та 9 (зупинка Рішельє — Друо).

## Походження назви
Назву бульвар отримав від сусідньої Брами Монмартр, а не від пагорба Монмартр, як то можна було припустити, оскільки цей бульвар розташований не на цьому пагорбі.

## Історія

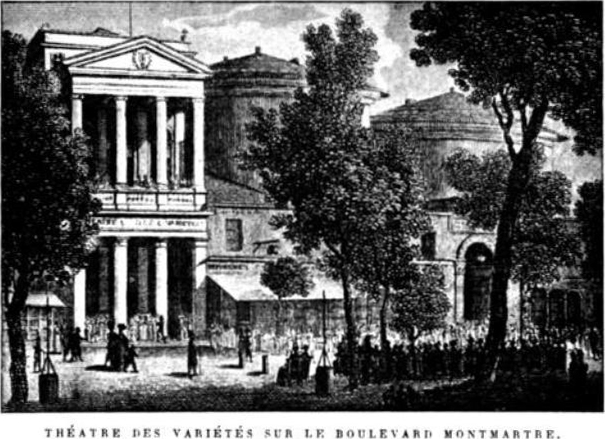

Бульвар Монмартр був створений 1676 року після знесення старого фортечного муру, який став непотрібним і чиї старі вали вели через незабудовані сільськогосподарські угіддя (болотяна територія). Розпорядження про будівництво та планування було видане через патентні листи в рамках реорганізації вулиць Парижа. Роботи розпочалися в липні 1676 року і закінчились у 1705 році.
Ділянка між бульваром та старим міським муром, розташована за сьогоднішньою вулицею Фейдо (колишня Рю де Фоссе-Монмартр), була урбаніщована з кінця XVII — початку XVIII століття шляхом будівництва приватних вілл.
З червня 1670 року були створені бульвари Сен-Дені, Сен-Мартен, дю Тампль, де Фій-дю-Кальвер та Бомарше. У липні 1676 року патентом було схвалене будівництво бульвару Монмартр, яке попередньо закінчилося в 1705 році й було остаточно завершене в 1763 році. Свою назву він отримав на честь старої міської брами Порт Монмартр, зруйнованої в 1633 році. Під час Французької революції, між 1793 і 1795 роками, бульвар називали бульваром Монмарат. Королівським указом за 4 травня1826 року ширина бульвану мала становити 35 метрів. У березні 1864 року бульвар отримав свою нинішню назву.

## Будівлі

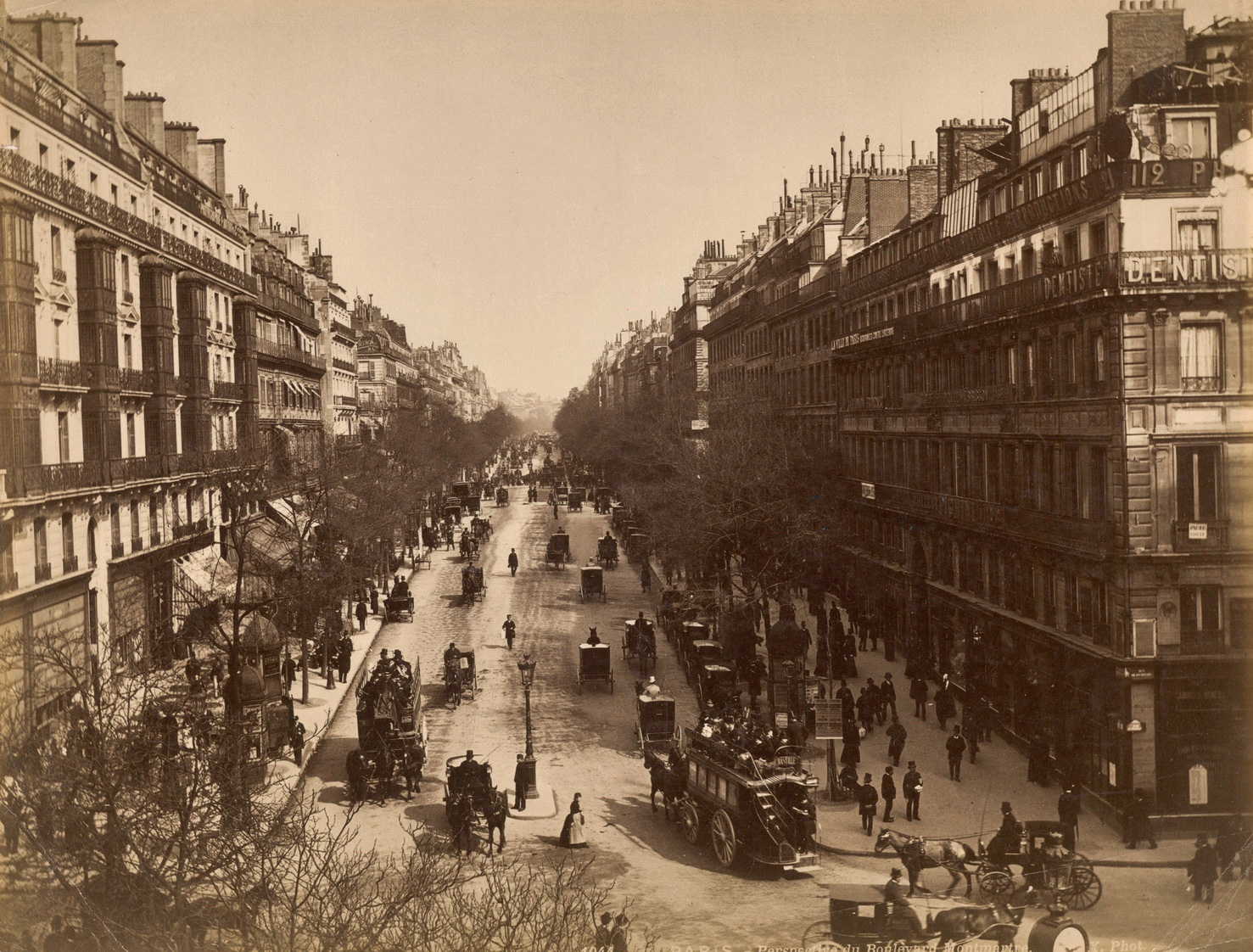
Бульвар Монмартр (1870)
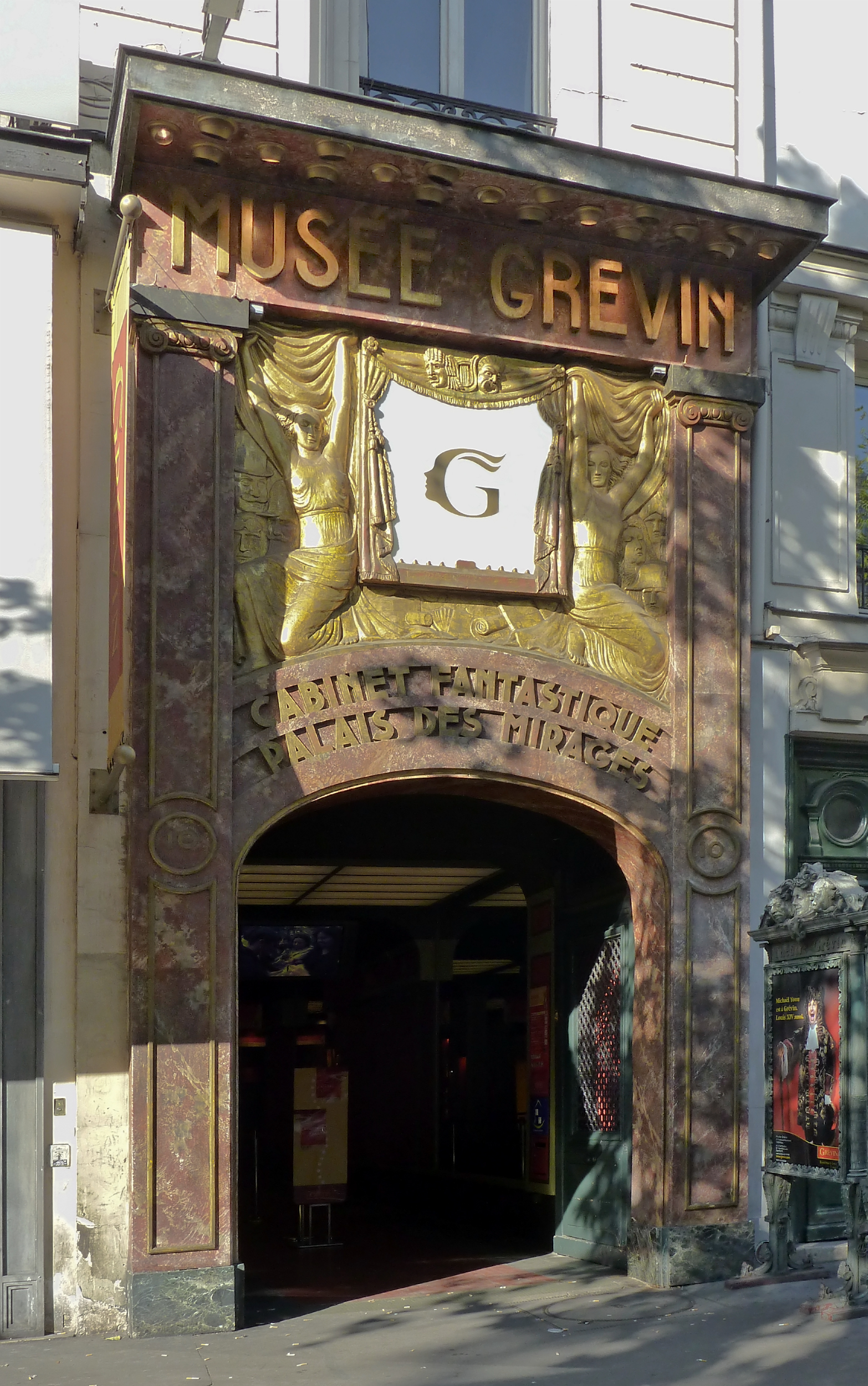
Бульвар Монмартр 10 - Музей Гревен (вересень 2009)
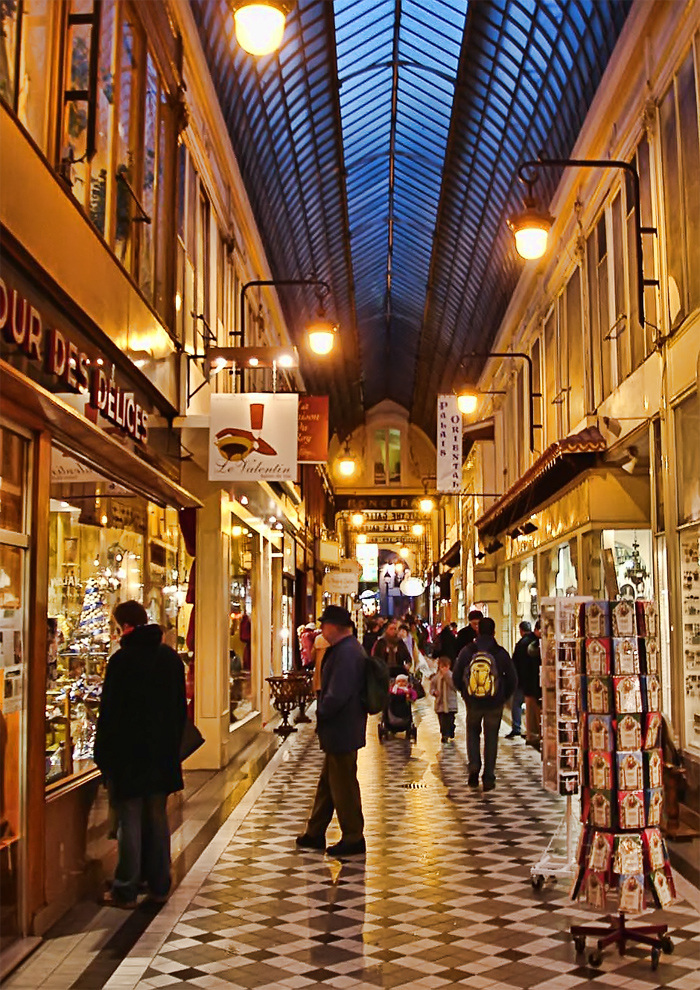
Бульвар Монмартр 10 - Пасаж Жуфруа (березень 2007)
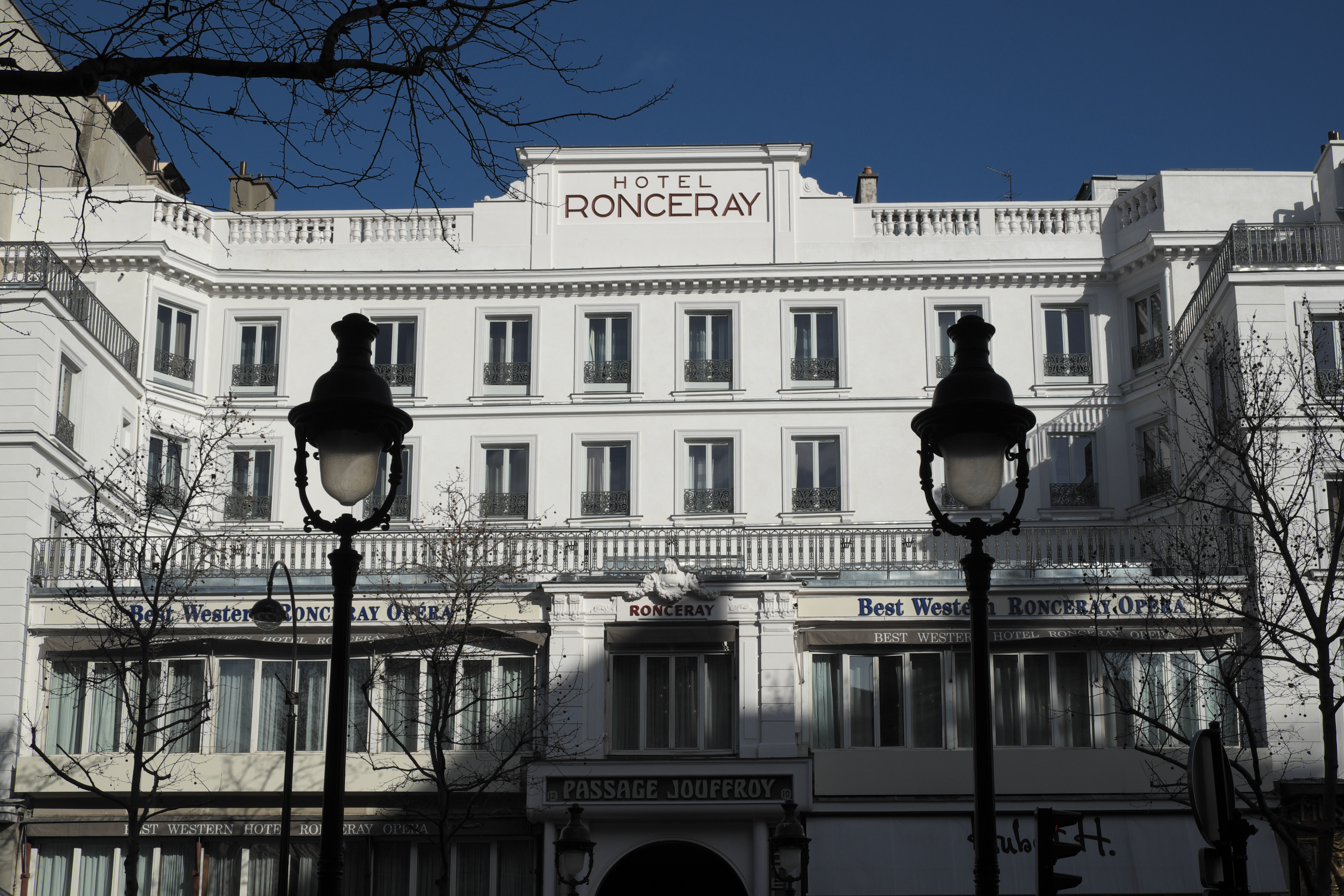
Бульвар Монмартр 10–12 - отель Ронсерей (лютий 2016)
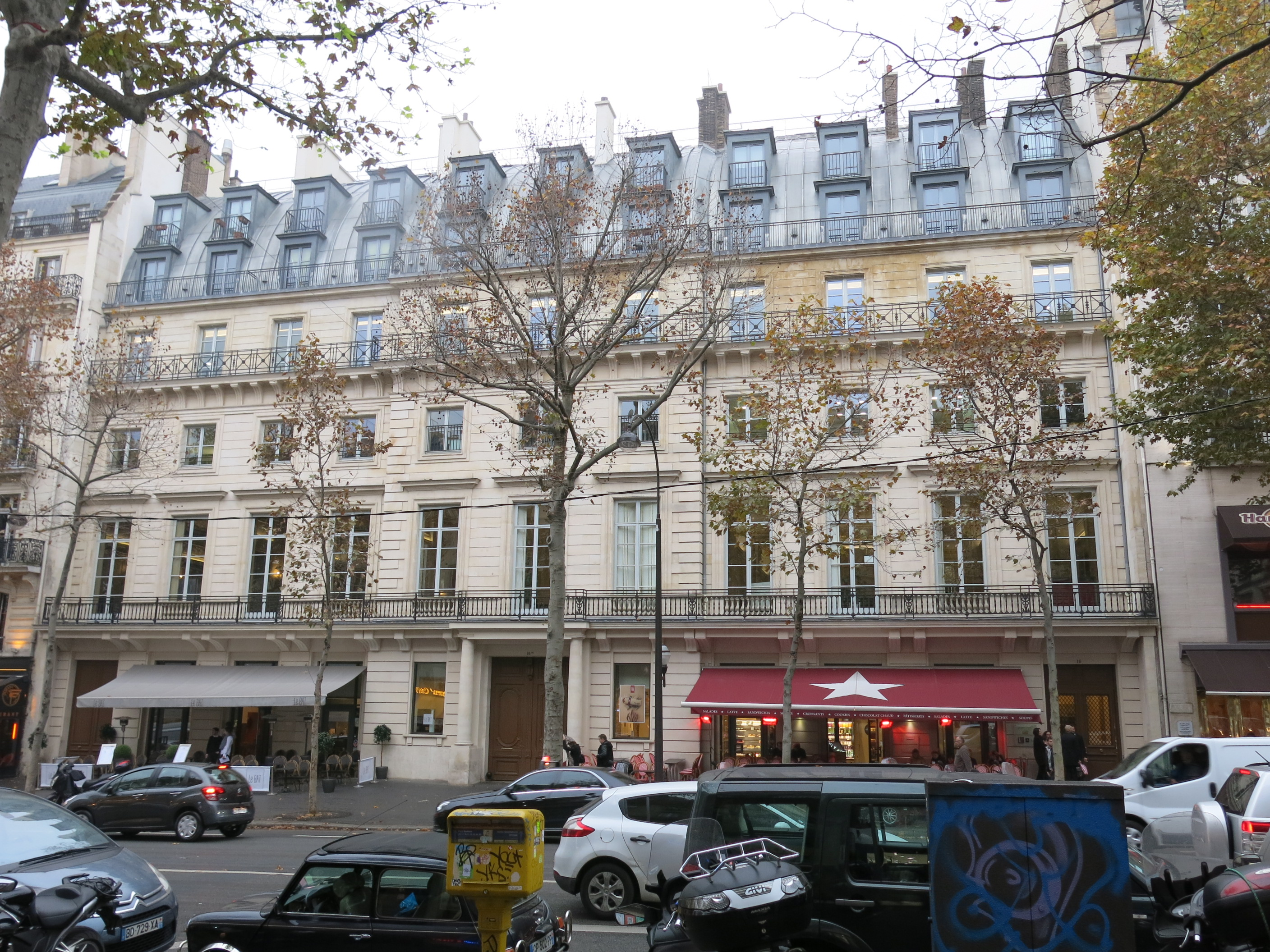
Отель Мерсі-Аржанто (2010)

- № 1 — Тут існувала кав'ярня «Біля Монмартрської брами» з міжнародними газетами, її теперішня адреса — бульвар Пуассоньєр, 29.
- Театр вар'єте у № 7 був відкритий 24. червня 1807 року Маргаритою Брюне. З 1864 року тут відбулася п'ять світових прем'єр творів Жака Оффенбаха.
- Пасаж Жоффруа в № 10–12 був споруджений в 1846 році та продовжений з протилежного боку Пасажем Панорами (№ 11–13).
- Кафе «Верон» в № 13 було побудоване в 1818 році.
- Кафе «Фраскаті», збудоване у 1789 році та зруйноване в 1838 році, розташовувалося в будинку № 23 .[5]
- Знаменитий музей воскових фігур Музей Гревен відкрився 5 червня 1882 року в будинку № 10. Там між 1828 і 1832 роками мешкав композитор Джоакіно Россіні. Тоді це був готель Ронсере, який займав будинки № 10–1.
- У будинку № 14 у вересні 1991 року відкрилося Hard Rock Cafe.

## В мистецтві

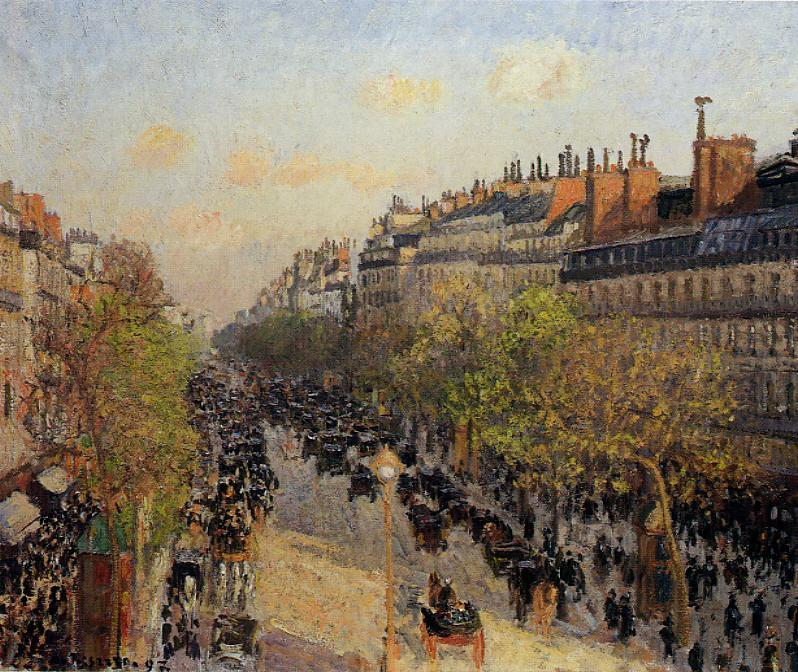
Каміль Піссаро «Бульвар Монмартр зимовим ранком» (1897)

1897 року французький художник-постімпресіоніст Каміль Піссарро створив кілька версій картини під назвою Бульвар Монмартр зимовим ранком.